# Hrabstwo Emmet (Iowa)

Piramida wieku hrabstwa

Hrabstwo Emmet – hrabstwo położone w USA w stanie Iowa z siedzibą w mieście Estherville. Założone w 1851 roku.

## Miasta i miejscowości
- Armstrong
- Dolliver
- Estherville
- Gruver
- Ringsted
- Wallingford

## Gminy
| - Armstrong Grove - Center - Denmark - Ellsworth - Emmet - Estherville | - High Lake - Iowa Lake - Jack Creek - Lincoln - Swan Lake - Twelve Mile Lake |

## Drogi główne
- Iowa Highway 4
- Iowa Highway 9
- Iowa Highway 15

## Sąsiednie hrabstwa
- Hrabstwo Jackson
- Hrabstwo Martin
- Hrabstwo Kossuth
- Hrabstwo Palo Alto
- Hrabstwo Dickinson